# Фёзелек

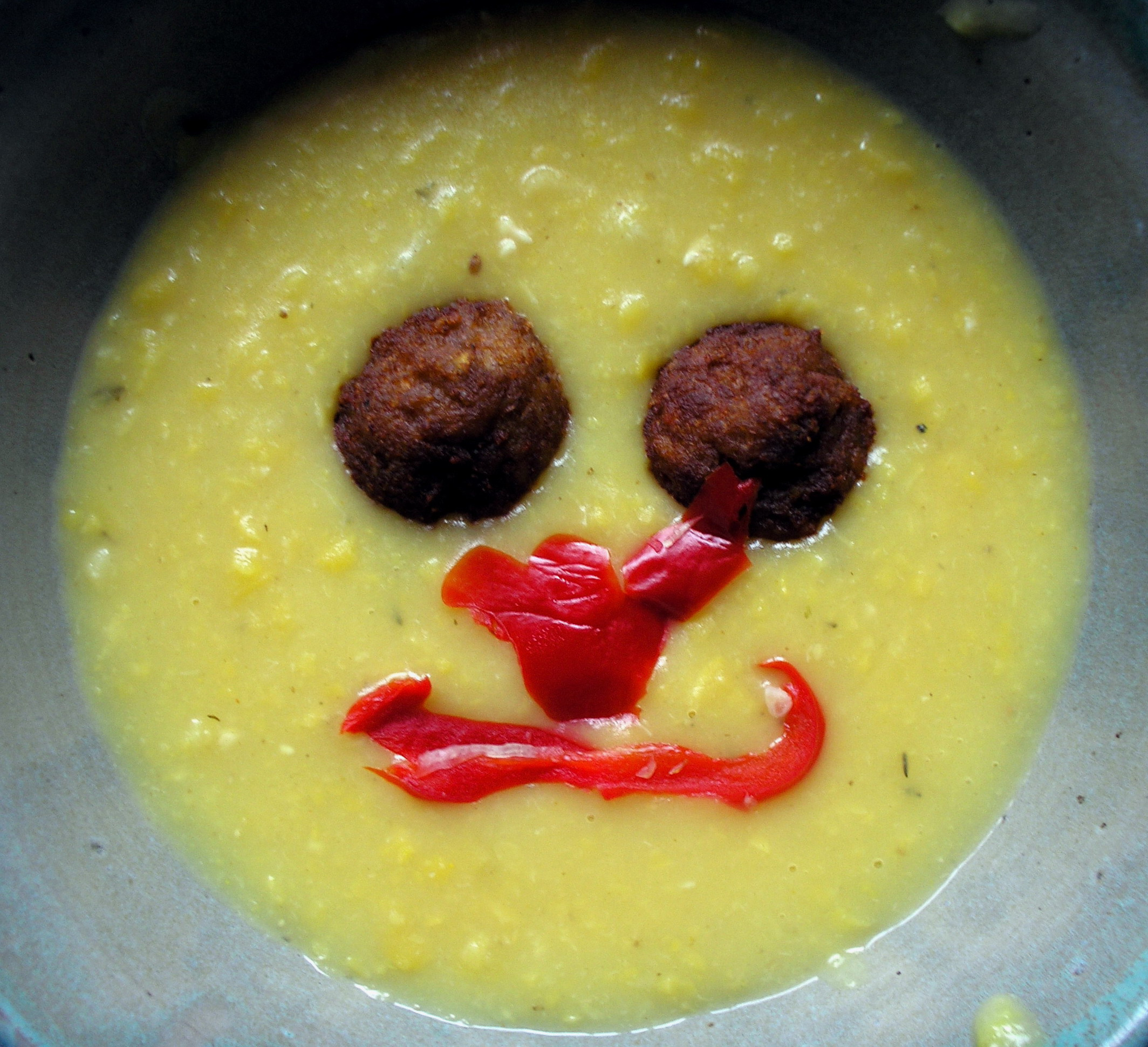
Фёзелек со смайликом из фрикаделек и красного перца

Фёзелек (венг. főzelék) — типичное овощное блюдо венгерской кухни. Представляет собой густой суп и считается основным блюдом, а не гарниром.
Для фёзелека используются разнообразные овощи: сладкий перец, кабачки, баклажаны, томаты, капуста. Сначала овощи режут на небольшие куски, тушат, а затем добавляют пассеровку из муки и сметаны или тёртый картофель. Традиционный фёзелек готовят из шпината, кабачков, капусты, картофеля, чечевицы и кольраби.
Фёзелек часто сервируют с котлетой, пёркёльтом, сваренным вкрутую яйцом, яичницей, «бедным рыцарем» (к шпинатному фёзелеку), свежим репчатым луком (к фасолевому фёзелеку), обжаренным луком (к чечевичному фёзелеку).